# Odontobutis potamophila
Odontobutis potamophila е вид лъчеперка от семейство Odontobutidae.

## Разпространение
Видът е разпространен в Китай и Виетнам.

## Описание
Този вид може да достигне на дължина до 11,5 см. Мъжките растат по-бързо и стават по-голми от женските.